# Jan Hartong
Jan Hartong (Rotterdam, 11 febbraio 1902 – 29 gennaio 1987) è stato un compositore di scacchi olandese.
Coetaneo di Meindert Niemeijer, frequentò assieme a lui le scuole a Rotterdam, non è chiaro chi dei due trasmise all'altro la passione per la problemistica. Compose un migliaio di problemi di tutti i tipi, vincendo numerosi premi. Nel 1959, anno di istituzione del titolo, ottenne dalla PCCC il titolo di Maestro Internazionale della composizione.
Le sue composizioni mostrano grande originalità e profondità di concezione e sono costruite con tecnica magistrale. Meidert Niemeijer gli dedicò il quarto volume della serie «Probleemcomponisten», con 140 suoi problemi, e nel 1959 raccolse cento suoi problemi e cento di Lev Loshinskij nel libro «Twee Zielen Twee Gedachten» (due anime due pensieri).
Il seguente problema, tipico del suo stile, fu composto assieme a Meindert Niemeijer.
|   | a | b | c | d | e | f | g | h |   |
| 8 | g8 re del bianco · a7 pedone del nero · d7 cavallo del bianco · f7 alfiere del bianco · g7 cavallo del nero · h7 pedone del nero · e6 pedone del nero · h6 pedone del nero · a5 pedone del bianco · c5 pedone del bianco · d5 re del nero · e5 alfiere del bianco · f5 pedone del bianco · a4 donna del bianco · h4 cavallo del bianco · a2 pedone del nero · c2 pedone del nero · e2 pedone del nero · g2 pedone del nero | g8 re del bianco · a7 pedone del nero · d7 cavallo del bianco · f7 alfiere del bianco · g7 cavallo del nero · h7 pedone del nero · e6 pedone del nero · h6 pedone del nero · a5 pedone del bianco · c5 pedone del bianco · d5 re del nero · e5 alfiere del bianco · f5 pedone del bianco · a4 donna del bianco · h4 cavallo del bianco · a2 pedone del nero · c2 pedone del nero · e2 pedone del nero · g2 pedone del nero | g8 re del bianco · a7 pedone del nero · d7 cavallo del bianco · f7 alfiere del bianco · g7 cavallo del nero · h7 pedone del nero · e6 pedone del nero · h6 pedone del nero · a5 pedone del bianco · c5 pedone del bianco · d5 re del nero · e5 alfiere del bianco · f5 pedone del bianco · a4 donna del bianco · h4 cavallo del bianco · a2 pedone del nero · c2 pedone del nero · e2 pedone del nero · g2 pedone del nero | g8 re del bianco · a7 pedone del nero · d7 cavallo del bianco · f7 alfiere del bianco · g7 cavallo del nero · h7 pedone del nero · e6 pedone del nero · h6 pedone del nero · a5 pedone del bianco · c5 pedone del bianco · d5 re del nero · e5 alfiere del bianco · f5 pedone del bianco · a4 donna del bianco · h4 cavallo del bianco · a2 pedone del nero · c2 pedone del nero · e2 pedone del nero · g2 pedone del nero | g8 re del bianco · a7 pedone del nero · d7 cavallo del bianco · f7 alfiere del bianco · g7 cavallo del nero · h7 pedone del nero · e6 pedone del nero · h6 pedone del nero · a5 pedone del bianco · c5 pedone del bianco · d5 re del nero · e5 alfiere del bianco · f5 pedone del bianco · a4 donna del bianco · h4 cavallo del bianco · a2 pedone del nero · c2 pedone del nero · e2 pedone del nero · g2 pedone del nero | g8 re del bianco · a7 pedone del nero · d7 cavallo del bianco · f7 alfiere del bianco · g7 cavallo del nero · h7 pedone del nero · e6 pedone del nero · h6 pedone del nero · a5 pedone del bianco · c5 pedone del bianco · d5 re del nero · e5 alfiere del bianco · f5 pedone del bianco · a4 donna del bianco · h4 cavallo del bianco · a2 pedone del nero · c2 pedone del nero · e2 pedone del nero · g2 pedone del nero | g8 re del bianco · a7 pedone del nero · d7 cavallo del bianco · f7 alfiere del bianco · g7 cavallo del nero · h7 pedone del nero · e6 pedone del nero · h6 pedone del nero · a5 pedone del bianco · c5 pedone del bianco · d5 re del nero · e5 alfiere del bianco · f5 pedone del bianco · a4 donna del bianco · h4 cavallo del bianco · a2 pedone del nero · c2 pedone del nero · e2 pedone del nero · g2 pedone del nero | g8 re del bianco · a7 pedone del nero · d7 cavallo del bianco · f7 alfiere del bianco · g7 cavallo del nero · h7 pedone del nero · e6 pedone del nero · h6 pedone del nero · a5 pedone del bianco · c5 pedone del bianco · d5 re del nero · e5 alfiere del bianco · f5 pedone del bianco · a4 donna del bianco · h4 cavallo del bianco · a2 pedone del nero · c2 pedone del nero · e2 pedone del nero · g2 pedone del nero | 8 |
| 7 | g8 re del bianco · a7 pedone del nero · d7 cavallo del bianco · f7 alfiere del bianco · g7 cavallo del nero · h7 pedone del nero · e6 pedone del nero · h6 pedone del nero · a5 pedone del bianco · c5 pedone del bianco · d5 re del nero · e5 alfiere del bianco · f5 pedone del bianco · a4 donna del bianco · h4 cavallo del bianco · a2 pedone del nero · c2 pedone del nero · e2 pedone del nero · g2 pedone del nero | g8 re del bianco · a7 pedone del nero · d7 cavallo del bianco · f7 alfiere del bianco · g7 cavallo del nero · h7 pedone del nero · e6 pedone del nero · h6 pedone del nero · a5 pedone del bianco · c5 pedone del bianco · d5 re del nero · e5 alfiere del bianco · f5 pedone del bianco · a4 donna del bianco · h4 cavallo del bianco · a2 pedone del nero · c2 pedone del nero · e2 pedone del nero · g2 pedone del nero | g8 re del bianco · a7 pedone del nero · d7 cavallo del bianco · f7 alfiere del bianco · g7 cavallo del nero · h7 pedone del nero · e6 pedone del nero · h6 pedone del nero · a5 pedone del bianco · c5 pedone del bianco · d5 re del nero · e5 alfiere del bianco · f5 pedone del bianco · a4 donna del bianco · h4 cavallo del bianco · a2 pedone del nero · c2 pedone del nero · e2 pedone del nero · g2 pedone del nero | g8 re del bianco · a7 pedone del nero · d7 cavallo del bianco · f7 alfiere del bianco · g7 cavallo del nero · h7 pedone del nero · e6 pedone del nero · h6 pedone del nero · a5 pedone del bianco · c5 pedone del bianco · d5 re del nero · e5 alfiere del bianco · f5 pedone del bianco · a4 donna del bianco · h4 cavallo del bianco · a2 pedone del nero · c2 pedone del nero · e2 pedone del nero · g2 pedone del nero | g8 re del bianco · a7 pedone del nero · d7 cavallo del bianco · f7 alfiere del bianco · g7 cavallo del nero · h7 pedone del nero · e6 pedone del nero · h6 pedone del nero · a5 pedone del bianco · c5 pedone del bianco · d5 re del nero · e5 alfiere del bianco · f5 pedone del bianco · a4 donna del bianco · h4 cavallo del bianco · a2 pedone del nero · c2 pedone del nero · e2 pedone del nero · g2 pedone del nero | g8 re del bianco · a7 pedone del nero · d7 cavallo del bianco · f7 alfiere del bianco · g7 cavallo del nero · h7 pedone del nero · e6 pedone del nero · h6 pedone del nero · a5 pedone del bianco · c5 pedone del bianco · d5 re del nero · e5 alfiere del bianco · f5 pedone del bianco · a4 donna del bianco · h4 cavallo del bianco · a2 pedone del nero · c2 pedone del nero · e2 pedone del nero · g2 pedone del nero | g8 re del bianco · a7 pedone del nero · d7 cavallo del bianco · f7 alfiere del bianco · g7 cavallo del nero · h7 pedone del nero · e6 pedone del nero · h6 pedone del nero · a5 pedone del bianco · c5 pedone del bianco · d5 re del nero · e5 alfiere del bianco · f5 pedone del bianco · a4 donna del bianco · h4 cavallo del bianco · a2 pedone del nero · c2 pedone del nero · e2 pedone del nero · g2 pedone del nero | g8 re del bianco · a7 pedone del nero · d7 cavallo del bianco · f7 alfiere del bianco · g7 cavallo del nero · h7 pedone del nero · e6 pedone del nero · h6 pedone del nero · a5 pedone del bianco · c5 pedone del bianco · d5 re del nero · e5 alfiere del bianco · f5 pedone del bianco · a4 donna del bianco · h4 cavallo del bianco · a2 pedone del nero · c2 pedone del nero · e2 pedone del nero · g2 pedone del nero | 7 |
| 6 | g8 re del bianco · a7 pedone del nero · d7 cavallo del bianco · f7 alfiere del bianco · g7 cavallo del nero · h7 pedone del nero · e6 pedone del nero · h6 pedone del nero · a5 pedone del bianco · c5 pedone del bianco · d5 re del nero · e5 alfiere del bianco · f5 pedone del bianco · a4 donna del bianco · h4 cavallo del bianco · a2 pedone del nero · c2 pedone del nero · e2 pedone del nero · g2 pedone del nero | g8 re del bianco · a7 pedone del nero · d7 cavallo del bianco · f7 alfiere del bianco · g7 cavallo del nero · h7 pedone del nero · e6 pedone del nero · h6 pedone del nero · a5 pedone del bianco · c5 pedone del bianco · d5 re del nero · e5 alfiere del bianco · f5 pedone del bianco · a4 donna del bianco · h4 cavallo del bianco · a2 pedone del nero · c2 pedone del nero · e2 pedone del nero · g2 pedone del nero | g8 re del bianco · a7 pedone del nero · d7 cavallo del bianco · f7 alfiere del bianco · g7 cavallo del nero · h7 pedone del nero · e6 pedone del nero · h6 pedone del nero · a5 pedone del bianco · c5 pedone del bianco · d5 re del nero · e5 alfiere del bianco · f5 pedone del bianco · a4 donna del bianco · h4 cavallo del bianco · a2 pedone del nero · c2 pedone del nero · e2 pedone del nero · g2 pedone del nero | g8 re del bianco · a7 pedone del nero · d7 cavallo del bianco · f7 alfiere del bianco · g7 cavallo del nero · h7 pedone del nero · e6 pedone del nero · h6 pedone del nero · a5 pedone del bianco · c5 pedone del bianco · d5 re del nero · e5 alfiere del bianco · f5 pedone del bianco · a4 donna del bianco · h4 cavallo del bianco · a2 pedone del nero · c2 pedone del nero · e2 pedone del nero · g2 pedone del nero | g8 re del bianco · a7 pedone del nero · d7 cavallo del bianco · f7 alfiere del bianco · g7 cavallo del nero · h7 pedone del nero · e6 pedone del nero · h6 pedone del nero · a5 pedone del bianco · c5 pedone del bianco · d5 re del nero · e5 alfiere del bianco · f5 pedone del bianco · a4 donna del bianco · h4 cavallo del bianco · a2 pedone del nero · c2 pedone del nero · e2 pedone del nero · g2 pedone del nero | g8 re del bianco · a7 pedone del nero · d7 cavallo del bianco · f7 alfiere del bianco · g7 cavallo del nero · h7 pedone del nero · e6 pedone del nero · h6 pedone del nero · a5 pedone del bianco · c5 pedone del bianco · d5 re del nero · e5 alfiere del bianco · f5 pedone del bianco · a4 donna del bianco · h4 cavallo del bianco · a2 pedone del nero · c2 pedone del nero · e2 pedone del nero · g2 pedone del nero | g8 re del bianco · a7 pedone del nero · d7 cavallo del bianco · f7 alfiere del bianco · g7 cavallo del nero · h7 pedone del nero · e6 pedone del nero · h6 pedone del nero · a5 pedone del bianco · c5 pedone del bianco · d5 re del nero · e5 alfiere del bianco · f5 pedone del bianco · a4 donna del bianco · h4 cavallo del bianco · a2 pedone del nero · c2 pedone del nero · e2 pedone del nero · g2 pedone del nero | g8 re del bianco · a7 pedone del nero · d7 cavallo del bianco · f7 alfiere del bianco · g7 cavallo del nero · h7 pedone del nero · e6 pedone del nero · h6 pedone del nero · a5 pedone del bianco · c5 pedone del bianco · d5 re del nero · e5 alfiere del bianco · f5 pedone del bianco · a4 donna del bianco · h4 cavallo del bianco · a2 pedone del nero · c2 pedone del nero · e2 pedone del nero · g2 pedone del nero | 6 |
| 5 | g8 re del bianco · a7 pedone del nero · d7 cavallo del bianco · f7 alfiere del bianco · g7 cavallo del nero · h7 pedone del nero · e6 pedone del nero · h6 pedone del nero · a5 pedone del bianco · c5 pedone del bianco · d5 re del nero · e5 alfiere del bianco · f5 pedone del bianco · a4 donna del bianco · h4 cavallo del bianco · a2 pedone del nero · c2 pedone del nero · e2 pedone del nero · g2 pedone del nero | g8 re del bianco · a7 pedone del nero · d7 cavallo del bianco · f7 alfiere del bianco · g7 cavallo del nero · h7 pedone del nero · e6 pedone del nero · h6 pedone del nero · a5 pedone del bianco · c5 pedone del bianco · d5 re del nero · e5 alfiere del bianco · f5 pedone del bianco · a4 donna del bianco · h4 cavallo del bianco · a2 pedone del nero · c2 pedone del nero · e2 pedone del nero · g2 pedone del nero | g8 re del bianco · a7 pedone del nero · d7 cavallo del bianco · f7 alfiere del bianco · g7 cavallo del nero · h7 pedone del nero · e6 pedone del nero · h6 pedone del nero · a5 pedone del bianco · c5 pedone del bianco · d5 re del nero · e5 alfiere del bianco · f5 pedone del bianco · a4 donna del bianco · h4 cavallo del bianco · a2 pedone del nero · c2 pedone del nero · e2 pedone del nero · g2 pedone del nero | g8 re del bianco · a7 pedone del nero · d7 cavallo del bianco · f7 alfiere del bianco · g7 cavallo del nero · h7 pedone del nero · e6 pedone del nero · h6 pedone del nero · a5 pedone del bianco · c5 pedone del bianco · d5 re del nero · e5 alfiere del bianco · f5 pedone del bianco · a4 donna del bianco · h4 cavallo del bianco · a2 pedone del nero · c2 pedone del nero · e2 pedone del nero · g2 pedone del nero | g8 re del bianco · a7 pedone del nero · d7 cavallo del bianco · f7 alfiere del bianco · g7 cavallo del nero · h7 pedone del nero · e6 pedone del nero · h6 pedone del nero · a5 pedone del bianco · c5 pedone del bianco · d5 re del nero · e5 alfiere del bianco · f5 pedone del bianco · a4 donna del bianco · h4 cavallo del bianco · a2 pedone del nero · c2 pedone del nero · e2 pedone del nero · g2 pedone del nero | g8 re del bianco · a7 pedone del nero · d7 cavallo del bianco · f7 alfiere del bianco · g7 cavallo del nero · h7 pedone del nero · e6 pedone del nero · h6 pedone del nero · a5 pedone del bianco · c5 pedone del bianco · d5 re del nero · e5 alfiere del bianco · f5 pedone del bianco · a4 donna del bianco · h4 cavallo del bianco · a2 pedone del nero · c2 pedone del nero · e2 pedone del nero · g2 pedone del nero | g8 re del bianco · a7 pedone del nero · d7 cavallo del bianco · f7 alfiere del bianco · g7 cavallo del nero · h7 pedone del nero · e6 pedone del nero · h6 pedone del nero · a5 pedone del bianco · c5 pedone del bianco · d5 re del nero · e5 alfiere del bianco · f5 pedone del bianco · a4 donna del bianco · h4 cavallo del bianco · a2 pedone del nero · c2 pedone del nero · e2 pedone del nero · g2 pedone del nero | g8 re del bianco · a7 pedone del nero · d7 cavallo del bianco · f7 alfiere del bianco · g7 cavallo del nero · h7 pedone del nero · e6 pedone del nero · h6 pedone del nero · a5 pedone del bianco · c5 pedone del bianco · d5 re del nero · e5 alfiere del bianco · f5 pedone del bianco · a4 donna del bianco · h4 cavallo del bianco · a2 pedone del nero · c2 pedone del nero · e2 pedone del nero · g2 pedone del nero | 5 |
| 4 | g8 re del bianco · a7 pedone del nero · d7 cavallo del bianco · f7 alfiere del bianco · g7 cavallo del nero · h7 pedone del nero · e6 pedone del nero · h6 pedone del nero · a5 pedone del bianco · c5 pedone del bianco · d5 re del nero · e5 alfiere del bianco · f5 pedone del bianco · a4 donna del bianco · h4 cavallo del bianco · a2 pedone del nero · c2 pedone del nero · e2 pedone del nero · g2 pedone del nero | g8 re del bianco · a7 pedone del nero · d7 cavallo del bianco · f7 alfiere del bianco · g7 cavallo del nero · h7 pedone del nero · e6 pedone del nero · h6 pedone del nero · a5 pedone del bianco · c5 pedone del bianco · d5 re del nero · e5 alfiere del bianco · f5 pedone del bianco · a4 donna del bianco · h4 cavallo del bianco · a2 pedone del nero · c2 pedone del nero · e2 pedone del nero · g2 pedone del nero | g8 re del bianco · a7 pedone del nero · d7 cavallo del bianco · f7 alfiere del bianco · g7 cavallo del nero · h7 pedone del nero · e6 pedone del nero · h6 pedone del nero · a5 pedone del bianco · c5 pedone del bianco · d5 re del nero · e5 alfiere del bianco · f5 pedone del bianco · a4 donna del bianco · h4 cavallo del bianco · a2 pedone del nero · c2 pedone del nero · e2 pedone del nero · g2 pedone del nero | g8 re del bianco · a7 pedone del nero · d7 cavallo del bianco · f7 alfiere del bianco · g7 cavallo del nero · h7 pedone del nero · e6 pedone del nero · h6 pedone del nero · a5 pedone del bianco · c5 pedone del bianco · d5 re del nero · e5 alfiere del bianco · f5 pedone del bianco · a4 donna del bianco · h4 cavallo del bianco · a2 pedone del nero · c2 pedone del nero · e2 pedone del nero · g2 pedone del nero | g8 re del bianco · a7 pedone del nero · d7 cavallo del bianco · f7 alfiere del bianco · g7 cavallo del nero · h7 pedone del nero · e6 pedone del nero · h6 pedone del nero · a5 pedone del bianco · c5 pedone del bianco · d5 re del nero · e5 alfiere del bianco · f5 pedone del bianco · a4 donna del bianco · h4 cavallo del bianco · a2 pedone del nero · c2 pedone del nero · e2 pedone del nero · g2 pedone del nero | g8 re del bianco · a7 pedone del nero · d7 cavallo del bianco · f7 alfiere del bianco · g7 cavallo del nero · h7 pedone del nero · e6 pedone del nero · h6 pedone del nero · a5 pedone del bianco · c5 pedone del bianco · d5 re del nero · e5 alfiere del bianco · f5 pedone del bianco · a4 donna del bianco · h4 cavallo del bianco · a2 pedone del nero · c2 pedone del nero · e2 pedone del nero · g2 pedone del nero | g8 re del bianco · a7 pedone del nero · d7 cavallo del bianco · f7 alfiere del bianco · g7 cavallo del nero · h7 pedone del nero · e6 pedone del nero · h6 pedone del nero · a5 pedone del bianco · c5 pedone del bianco · d5 re del nero · e5 alfiere del bianco · f5 pedone del bianco · a4 donna del bianco · h4 cavallo del bianco · a2 pedone del nero · c2 pedone del nero · e2 pedone del nero · g2 pedone del nero | g8 re del bianco · a7 pedone del nero · d7 cavallo del bianco · f7 alfiere del bianco · g7 cavallo del nero · h7 pedone del nero · e6 pedone del nero · h6 pedone del nero · a5 pedone del bianco · c5 pedone del bianco · d5 re del nero · e5 alfiere del bianco · f5 pedone del bianco · a4 donna del bianco · h4 cavallo del bianco · a2 pedone del nero · c2 pedone del nero · e2 pedone del nero · g2 pedone del nero | 4 |
| 3 | g8 re del bianco · a7 pedone del nero · d7 cavallo del bianco · f7 alfiere del bianco · g7 cavallo del nero · h7 pedone del nero · e6 pedone del nero · h6 pedone del nero · a5 pedone del bianco · c5 pedone del bianco · d5 re del nero · e5 alfiere del bianco · f5 pedone del bianco · a4 donna del bianco · h4 cavallo del bianco · a2 pedone del nero · c2 pedone del nero · e2 pedone del nero · g2 pedone del nero | g8 re del bianco · a7 pedone del nero · d7 cavallo del bianco · f7 alfiere del bianco · g7 cavallo del nero · h7 pedone del nero · e6 pedone del nero · h6 pedone del nero · a5 pedone del bianco · c5 pedone del bianco · d5 re del nero · e5 alfiere del bianco · f5 pedone del bianco · a4 donna del bianco · h4 cavallo del bianco · a2 pedone del nero · c2 pedone del nero · e2 pedone del nero · g2 pedone del nero | g8 re del bianco · a7 pedone del nero · d7 cavallo del bianco · f7 alfiere del bianco · g7 cavallo del nero · h7 pedone del nero · e6 pedone del nero · h6 pedone del nero · a5 pedone del bianco · c5 pedone del bianco · d5 re del nero · e5 alfiere del bianco · f5 pedone del bianco · a4 donna del bianco · h4 cavallo del bianco · a2 pedone del nero · c2 pedone del nero · e2 pedone del nero · g2 pedone del nero | g8 re del bianco · a7 pedone del nero · d7 cavallo del bianco · f7 alfiere del bianco · g7 cavallo del nero · h7 pedone del nero · e6 pedone del nero · h6 pedone del nero · a5 pedone del bianco · c5 pedone del bianco · d5 re del nero · e5 alfiere del bianco · f5 pedone del bianco · a4 donna del bianco · h4 cavallo del bianco · a2 pedone del nero · c2 pedone del nero · e2 pedone del nero · g2 pedone del nero | g8 re del bianco · a7 pedone del nero · d7 cavallo del bianco · f7 alfiere del bianco · g7 cavallo del nero · h7 pedone del nero · e6 pedone del nero · h6 pedone del nero · a5 pedone del bianco · c5 pedone del bianco · d5 re del nero · e5 alfiere del bianco · f5 pedone del bianco · a4 donna del bianco · h4 cavallo del bianco · a2 pedone del nero · c2 pedone del nero · e2 pedone del nero · g2 pedone del nero | g8 re del bianco · a7 pedone del nero · d7 cavallo del bianco · f7 alfiere del bianco · g7 cavallo del nero · h7 pedone del nero · e6 pedone del nero · h6 pedone del nero · a5 pedone del bianco · c5 pedone del bianco · d5 re del nero · e5 alfiere del bianco · f5 pedone del bianco · a4 donna del bianco · h4 cavallo del bianco · a2 pedone del nero · c2 pedone del nero · e2 pedone del nero · g2 pedone del nero | g8 re del bianco · a7 pedone del nero · d7 cavallo del bianco · f7 alfiere del bianco · g7 cavallo del nero · h7 pedone del nero · e6 pedone del nero · h6 pedone del nero · a5 pedone del bianco · c5 pedone del bianco · d5 re del nero · e5 alfiere del bianco · f5 pedone del bianco · a4 donna del bianco · h4 cavallo del bianco · a2 pedone del nero · c2 pedone del nero · e2 pedone del nero · g2 pedone del nero | g8 re del bianco · a7 pedone del nero · d7 cavallo del bianco · f7 alfiere del bianco · g7 cavallo del nero · h7 pedone del nero · e6 pedone del nero · h6 pedone del nero · a5 pedone del bianco · c5 pedone del bianco · d5 re del nero · e5 alfiere del bianco · f5 pedone del bianco · a4 donna del bianco · h4 cavallo del bianco · a2 pedone del nero · c2 pedone del nero · e2 pedone del nero · g2 pedone del nero | 3 |
| 2 | g8 re del bianco · a7 pedone del nero · d7 cavallo del bianco · f7 alfiere del bianco · g7 cavallo del nero · h7 pedone del nero · e6 pedone del nero · h6 pedone del nero · a5 pedone del bianco · c5 pedone del bianco · d5 re del nero · e5 alfiere del bianco · f5 pedone del bianco · a4 donna del bianco · h4 cavallo del bianco · a2 pedone del nero · c2 pedone del nero · e2 pedone del nero · g2 pedone del nero | g8 re del bianco · a7 pedone del nero · d7 cavallo del bianco · f7 alfiere del bianco · g7 cavallo del nero · h7 pedone del nero · e6 pedone del nero · h6 pedone del nero · a5 pedone del bianco · c5 pedone del bianco · d5 re del nero · e5 alfiere del bianco · f5 pedone del bianco · a4 donna del bianco · h4 cavallo del bianco · a2 pedone del nero · c2 pedone del nero · e2 pedone del nero · g2 pedone del nero | g8 re del bianco · a7 pedone del nero · d7 cavallo del bianco · f7 alfiere del bianco · g7 cavallo del nero · h7 pedone del nero · e6 pedone del nero · h6 pedone del nero · a5 pedone del bianco · c5 pedone del bianco · d5 re del nero · e5 alfiere del bianco · f5 pedone del bianco · a4 donna del bianco · h4 cavallo del bianco · a2 pedone del nero · c2 pedone del nero · e2 pedone del nero · g2 pedone del nero | g8 re del bianco · a7 pedone del nero · d7 cavallo del bianco · f7 alfiere del bianco · g7 cavallo del nero · h7 pedone del nero · e6 pedone del nero · h6 pedone del nero · a5 pedone del bianco · c5 pedone del bianco · d5 re del nero · e5 alfiere del bianco · f5 pedone del bianco · a4 donna del bianco · h4 cavallo del bianco · a2 pedone del nero · c2 pedone del nero · e2 pedone del nero · g2 pedone del nero | g8 re del bianco · a7 pedone del nero · d7 cavallo del bianco · f7 alfiere del bianco · g7 cavallo del nero · h7 pedone del nero · e6 pedone del nero · h6 pedone del nero · a5 pedone del bianco · c5 pedone del bianco · d5 re del nero · e5 alfiere del bianco · f5 pedone del bianco · a4 donna del bianco · h4 cavallo del bianco · a2 pedone del nero · c2 pedone del nero · e2 pedone del nero · g2 pedone del nero | g8 re del bianco · a7 pedone del nero · d7 cavallo del bianco · f7 alfiere del bianco · g7 cavallo del nero · h7 pedone del nero · e6 pedone del nero · h6 pedone del nero · a5 pedone del bianco · c5 pedone del bianco · d5 re del nero · e5 alfiere del bianco · f5 pedone del bianco · a4 donna del bianco · h4 cavallo del bianco · a2 pedone del nero · c2 pedone del nero · e2 pedone del nero · g2 pedone del nero | g8 re del bianco · a7 pedone del nero · d7 cavallo del bianco · f7 alfiere del bianco · g7 cavallo del nero · h7 pedone del nero · e6 pedone del nero · h6 pedone del nero · a5 pedone del bianco · c5 pedone del bianco · d5 re del nero · e5 alfiere del bianco · f5 pedone del bianco · a4 donna del bianco · h4 cavallo del bianco · a2 pedone del nero · c2 pedone del nero · e2 pedone del nero · g2 pedone del nero | g8 re del bianco · a7 pedone del nero · d7 cavallo del bianco · f7 alfiere del bianco · g7 cavallo del nero · h7 pedone del nero · e6 pedone del nero · h6 pedone del nero · a5 pedone del bianco · c5 pedone del bianco · d5 re del nero · e5 alfiere del bianco · f5 pedone del bianco · a4 donna del bianco · h4 cavallo del bianco · a2 pedone del nero · c2 pedone del nero · e2 pedone del nero · g2 pedone del nero | 2 |
| 1 | g8 re del bianco · a7 pedone del nero · d7 cavallo del bianco · f7 alfiere del bianco · g7 cavallo del nero · h7 pedone del nero · e6 pedone del nero · h6 pedone del nero · a5 pedone del bianco · c5 pedone del bianco · d5 re del nero · e5 alfiere del bianco · f5 pedone del bianco · a4 donna del bianco · h4 cavallo del bianco · a2 pedone del nero · c2 pedone del nero · e2 pedone del nero · g2 pedone del nero | g8 re del bianco · a7 pedone del nero · d7 cavallo del bianco · f7 alfiere del bianco · g7 cavallo del nero · h7 pedone del nero · e6 pedone del nero · h6 pedone del nero · a5 pedone del bianco · c5 pedone del bianco · d5 re del nero · e5 alfiere del bianco · f5 pedone del bianco · a4 donna del bianco · h4 cavallo del bianco · a2 pedone del nero · c2 pedone del nero · e2 pedone del nero · g2 pedone del nero | g8 re del bianco · a7 pedone del nero · d7 cavallo del bianco · f7 alfiere del bianco · g7 cavallo del nero · h7 pedone del nero · e6 pedone del nero · h6 pedone del nero · a5 pedone del bianco · c5 pedone del bianco · d5 re del nero · e5 alfiere del bianco · f5 pedone del bianco · a4 donna del bianco · h4 cavallo del bianco · a2 pedone del nero · c2 pedone del nero · e2 pedone del nero · g2 pedone del nero | g8 re del bianco · a7 pedone del nero · d7 cavallo del bianco · f7 alfiere del bianco · g7 cavallo del nero · h7 pedone del nero · e6 pedone del nero · h6 pedone del nero · a5 pedone del bianco · c5 pedone del bianco · d5 re del nero · e5 alfiere del bianco · f5 pedone del bianco · a4 donna del bianco · h4 cavallo del bianco · a2 pedone del nero · c2 pedone del nero · e2 pedone del nero · g2 pedone del nero | g8 re del bianco · a7 pedone del nero · d7 cavallo del bianco · f7 alfiere del bianco · g7 cavallo del nero · h7 pedone del nero · e6 pedone del nero · h6 pedone del nero · a5 pedone del bianco · c5 pedone del bianco · d5 re del nero · e5 alfiere del bianco · f5 pedone del bianco · a4 donna del bianco · h4 cavallo del bianco · a2 pedone del nero · c2 pedone del nero · e2 pedone del nero · g2 pedone del nero | g8 re del bianco · a7 pedone del nero · d7 cavallo del bianco · f7 alfiere del bianco · g7 cavallo del nero · h7 pedone del nero · e6 pedone del nero · h6 pedone del nero · a5 pedone del bianco · c5 pedone del bianco · d5 re del nero · e5 alfiere del bianco · f5 pedone del bianco · a4 donna del bianco · h4 cavallo del bianco · a2 pedone del nero · c2 pedone del nero · e2 pedone del nero · g2 pedone del nero | g8 re del bianco · a7 pedone del nero · d7 cavallo del bianco · f7 alfiere del bianco · g7 cavallo del nero · h7 pedone del nero · e6 pedone del nero · h6 pedone del nero · a5 pedone del bianco · c5 pedone del bianco · d5 re del nero · e5 alfiere del bianco · f5 pedone del bianco · a4 donna del bianco · h4 cavallo del bianco · a2 pedone del nero · c2 pedone del nero · e2 pedone del nero · g2 pedone del nero | g8 re del bianco · a7 pedone del nero · d7 cavallo del bianco · f7 alfiere del bianco · g7 cavallo del nero · h7 pedone del nero · e6 pedone del nero · h6 pedone del nero · a5 pedone del bianco · c5 pedone del bianco · d5 re del nero · e5 alfiere del bianco · f5 pedone del bianco · a4 donna del bianco · h4 cavallo del bianco · a2 pedone del nero · c2 pedone del nero · e2 pedone del nero · g2 pedone del nero | 1 |
|   | a | b | c | d | e | f | g | h |   |